# Zanguebar

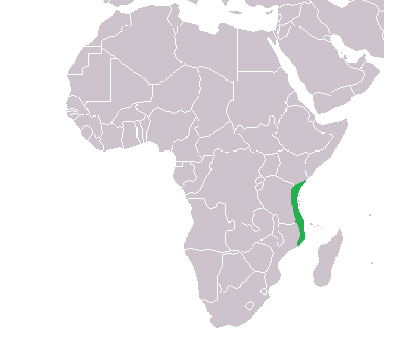
A costa do Zanguebar

A costa do Zanguebar, também conhecida como Costa Suaíli, é uma antiga designação atribuída à região da costa oriental africana que atualmente inclui o norte de Moçambique, a Tanzânia, o Quênia e o sul da Somália. A palavra portuguesa Zanguebar deriva do árabe Zenj ou do suaíli Zanj. Este termo foi utilizado sobretudo para descrever os domínios costeiros do Sultanato de Zanzibar, tendo caído em desuso após a colonização europeia destes territórios. O Zanguebar é a região de origem da cultura suaíli.